# Cobra Killer
Cobra Killer est un groupe féminin de digital hardcore allemand, originaire de Berlin. Il est composé de Gina V. D’Orio et Annika Line Trost.

## Biographie

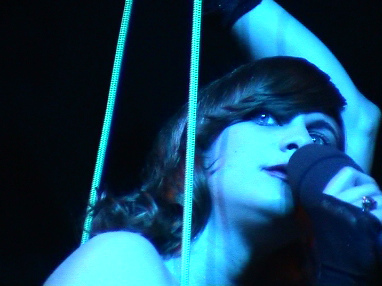
Gina V. D’Orio sur scène.

Gina V. D’Orio et Annika Line Trost forment leur groupe en janvier 1998. Leur style musical comprend des éléments d'electronica, de psychedelia et de rock. Gina V. Dorio est à l'origine membre d'EC8OR et Annika Line Trost de Shizuo, deux groupes impliqués au label Digital Hardcore Recordings d'Alec Empire à l'ouest de Berlin, alors qu'elles ne sont encore adolescentes. 
C'est donc logiquement qu'elles signent avec Digital Hardcore Recordings où elles publient leur premier album, homonyme, en 1999, clairement estampillé dans le genre digital hardcore, mêlant éléments électroniques distordus, samples vocaux et rythmes irréguliers,. Elles tournent ensuite en Europe et réussissent à se populariser grâce à leurs performances notoires durant lesquelles elles jetaient des pâtes crues et du vin rouge sur leur public, habillées en infirmières.
Tandis que le digital hardcore est en déclin, en 2000, le duo publie le vinyle Heavy Rotation 10 au label Monika Enterprise, également basé à Berlin, qui signera le groupe après avoir assisté à leur performance australienne aux côtés de Peaches. En 2004, elles publient leur troisième album, 76/77, qui mêle rockabilly des années 1990, rock psychédélique et musique électronique,,. En 2005, Cobra Killer réinterprète sa discographie avec la sortie de l'album Das Mandolinenorchester, sur laquelle elles déconstruisent leurs anciens morceaux aux côtés de l'orchestre Kapajakos. L'album est enregistré aux studios Nucleus et Polytrash à Berlin. 
Désormais encore plus populaires, grâce à leurs performances avec notamment Sonic Youth et Marilyn Manson, Cobra Killer publie un cinquième album, inttiulé Uppers and Downers, en 2009, faisant appel à Thurston Moore (Sonic Youth), Jon Spencer, et J Mascis de Dinosaur Jr.. 

## Discographie

### Albums studio
- 1998 : Cobra Killer
- 2002 : The Third Armpit
- 2004 : 76/77
- 2005 : Das Mandolinenorchester
- 2009 : Uppers and Downers

### Singles
- 1998 : Right Into a Kick for More (7")
- 2002 : Heavy Rotation (10")
- 2005 : Heavy Rotation (The Grossraumdiskomixes) (12")
- 2005 : Das Mandolinenorchester